# 毛泽东接见红卫兵

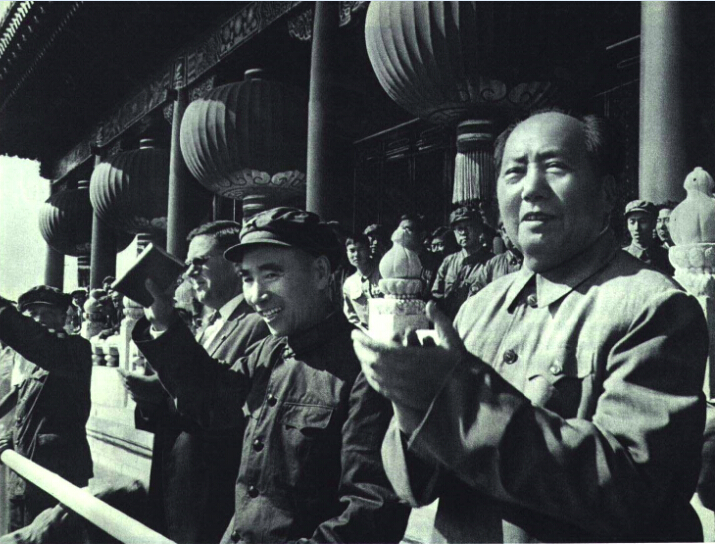
1966年10月1日国庆典礼上毛泽东、林彪在天安门广场上接见红卫兵

毛泽东接见红卫兵，也称毛主席接见红卫兵，是指文化大革命初期1966年8月-11月间，中国共产党中央委员会主席毛泽东在北京连续八次接见来自中国大陆各地的红卫兵和院校师生、总人数超过1100万，从而促使文化大革命迅速在全国范围内展开，也巩固了林彪的地位，加速了国家主席刘少奇等人的失势。其中，1966年8月18日毛泽东第一次接见红卫兵，直接造成了北京的“红八月”大屠杀事件，而该事件也被认为是中国文革期间“红色恐怖”的源头。

## 概述
1966年，文化大革命开始后不久，毛泽东在3个多月时间里先后8次接见红卫兵和学校师生，在当时产生了极大的影响。

### 第一次
1966年8月18日，北京举行“庆祝无产阶级文化大革命大会”，毛泽东首次在天安门广场接见来自全国各地的100万红卫兵和学校师生。中共中央副主席林彪在讲话中号召打倒走资本主义道路的当权派，打倒一切牛鬼蛇神。会上发言的群众代表有北京大学的聂元梓以及各地的大中学生代表。北京师大附中红卫兵宋彬彬给毛泽东戴上了红卫兵袖章。会后，毛泽东检阅了游行队伍，在检阅过程中，他说：“这个运动规模很大，确实把群众发动起来了，对全国人民的思想革命化有很大意义。”8月18日开始，北京的红八月期间发生了大屠杀。

### 第二次
同月31日，毛泽东与其他党和国家领导人分乘敞篷汽车绕天安门广场一周，第二次接见了50万名各地红卫兵和师生。毛泽东同林彪、贺龙乘坐车队的第一辆汽车，其後為周恩来、陶铸、聂荣臻、江青乘坐的第二辆车，邓小平、康生、刘少奇、陈毅乘坐第三辆车，朱德、李富春、陈云、董必武乘坐第四辆车，叶剑英、萧华、王任重、刘志坚、张春桥乘坐第五辆车。所有领导人都和毛澤東一样身穿绿军装。车队进入天安门广场后，在人群中间缓缓而行，毛泽东不时向人们招手致意。原本席地而坐的红卫兵见到后，情緒激動，手中挥舞着《毛主席语录》，不停呼喊“毛主席万岁”。后面的人为了更真切地看到毛澤東，拼命往起跳，往前拥。担任警卫的部队手挽着手，组成一道人墙，竭尽全力顶住人潮，维持着通道。即使这样，有些地方仍被拥挤的人潮堵塞了通道，迫使车队不得不停下来。

### 第三次

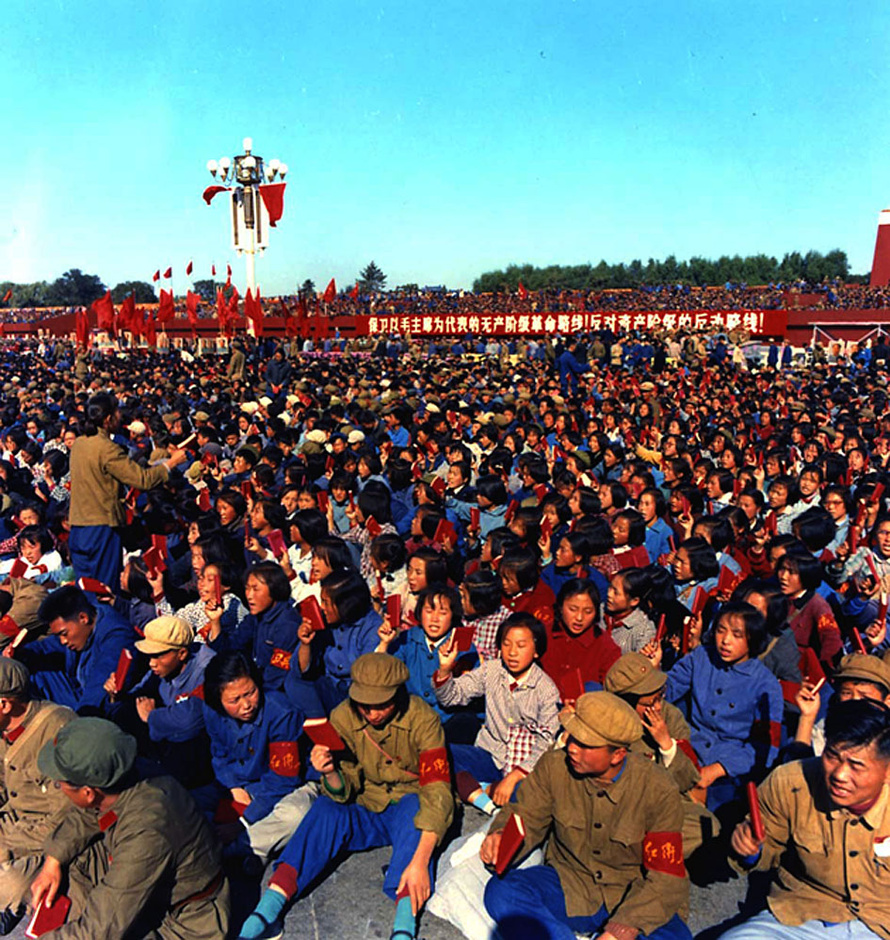
1966年9月15日，在天安门广场等待被接见的红卫兵。

9月5日，国务院发布《关于组织外地高等学校革命学生、中等学校革命学生代表和革命教职工代表来京参观文化大革命运动的通知》，全国学校停课，学生全国大串联，学生的旅费和食宿均由国家支付。1966年9月15日，毛泽东在天安门广场第三次接见了各地及首都的红卫兵和师生约100万人。林彪在会上讲话中说，红卫兵的斗争大方向始终是正确的。国务院总理周恩来在讲话中则强调，要一手抓革命，一手抓生产。

### 第四次
1966年10月1日，北京举行庆祝中华人民共和国成立17周年大会，毛泽东第四次接见来自全国各地的150万红卫兵和群众。会后举行了盛大游行。

### 第五次
1966年10月18日，毛泽东在天安门广场第五次接见串联到京的150万红卫兵和师生，并和中央领导人分乘敞篷汽车检阅了红卫兵队伍。同日，红卫兵在北京的游行队伍中喊出打倒国家主席刘少奇的口号。一说當天红卫兵在长安街两侧席地而坐，沒有舉行游行。

### 第六次
1966年11月3日，毛泽东在天安门广场第六次接见来自各地的红卫兵和师生，时间持续7个小时，人数达200万。同日，林彪发表接见讲话。王维舟还专门到这些师生代表的居住地接见了他们。

### 第七次
1966年11月10日、11日，毛泽东第七次接见180万人。

### 第八次
1966年11月25日、26日，毛泽东第八次接见红卫兵共250万人。
至此，毛泽东先后接见了1100-1300万人。通过这8次接见，各地红卫兵士气大涨，从而促使文化大革命迅速在全国范围内展开。

## 图库

1966年8月18日毛泽东接见红卫兵（第一次）
1966年8月31日毛泽东接见红卫兵，身旁林彪、贺龙、杨成武三人佩戴“西纠”袖章。（第二次）
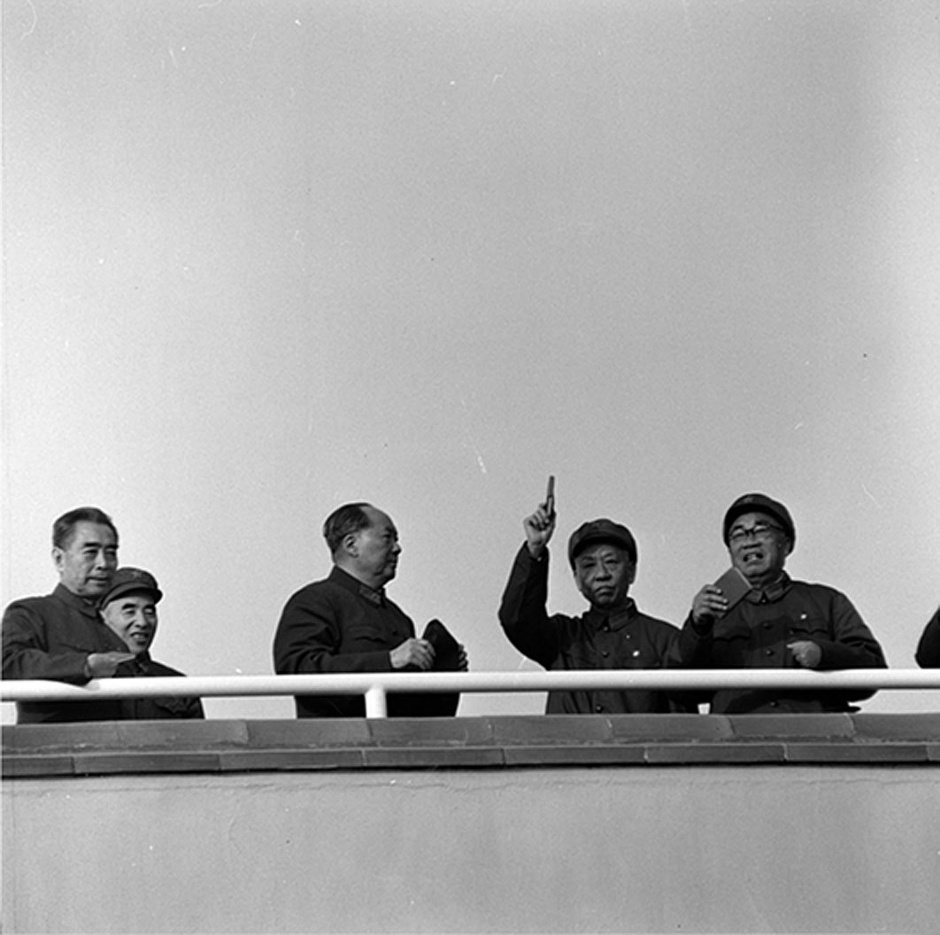
1966年9月15日毛泽东接见红卫兵，身旁有刘少奇、林彪、周恩来（第三次）
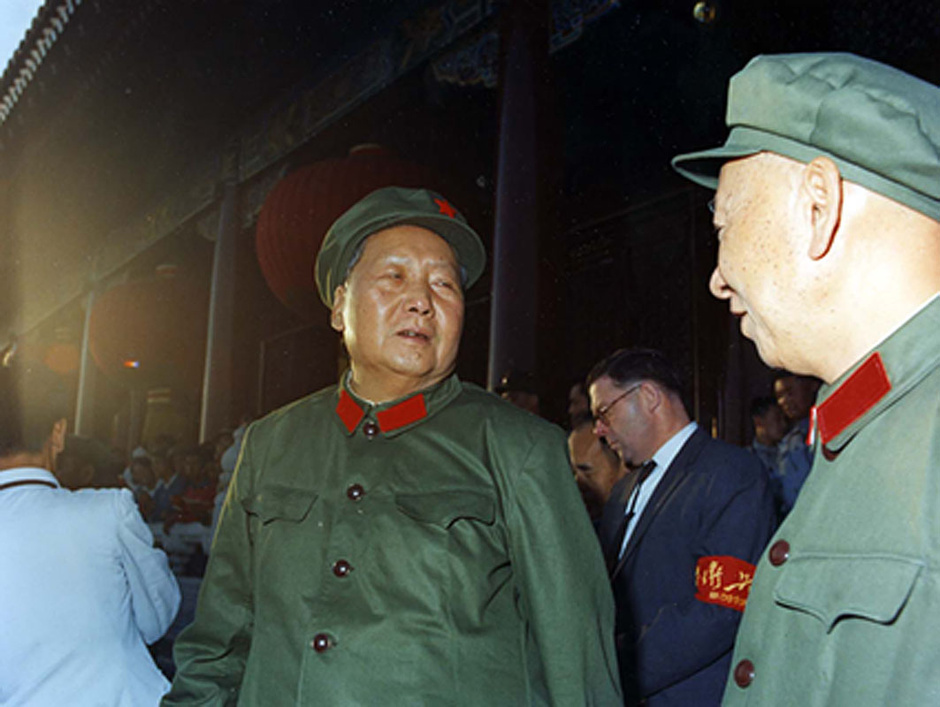
1966年9月15日，毛泽东与刘少奇在天安门广场
1966年9月15日，红卫兵在天安门广场
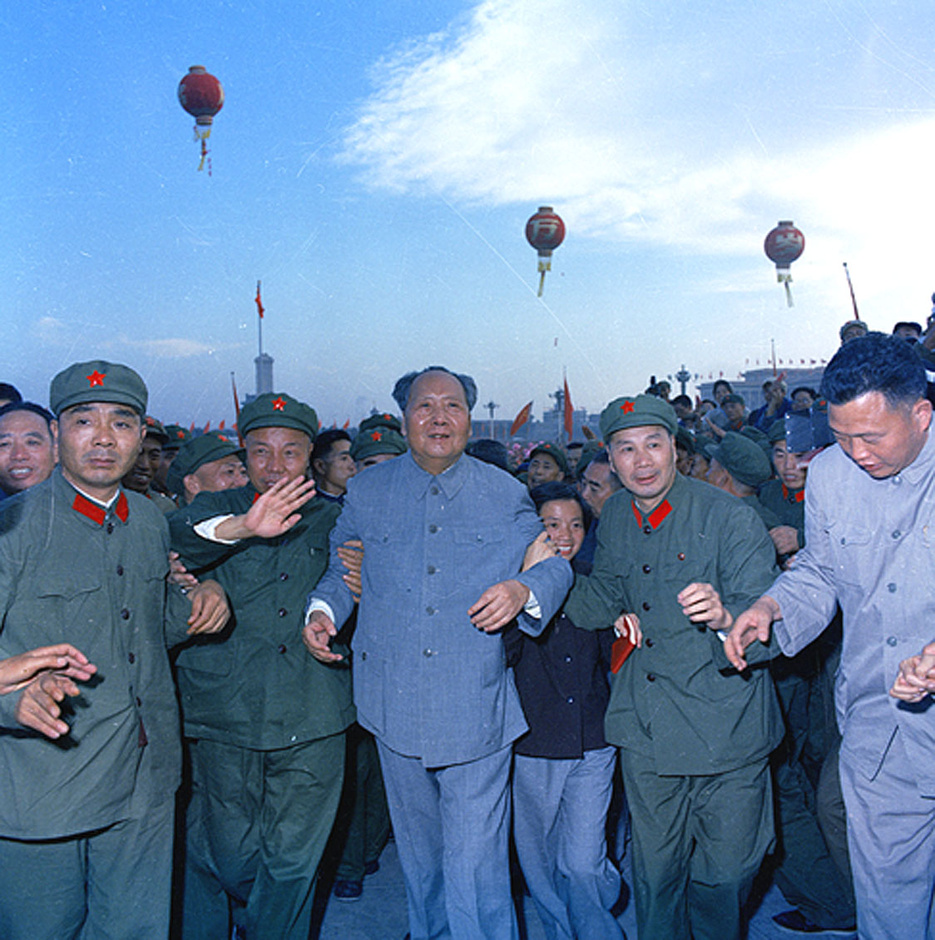
1966年10月1日，毛泽东与红卫兵代表（第四次）
1966年10月1日，毛泽东与红卫兵代表
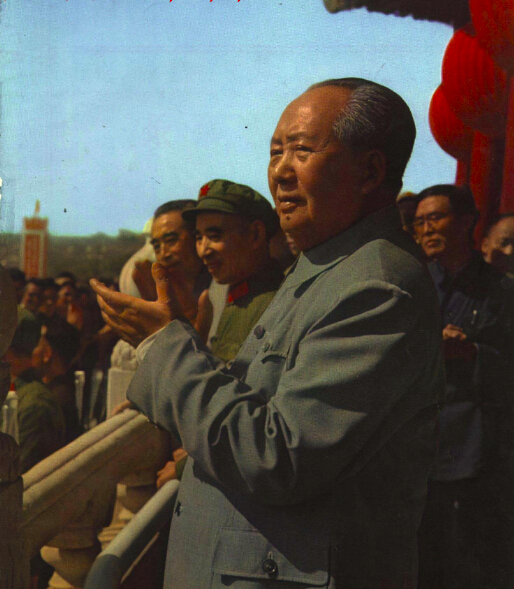
1966年10月1日，国庆典礼上的毛泽东
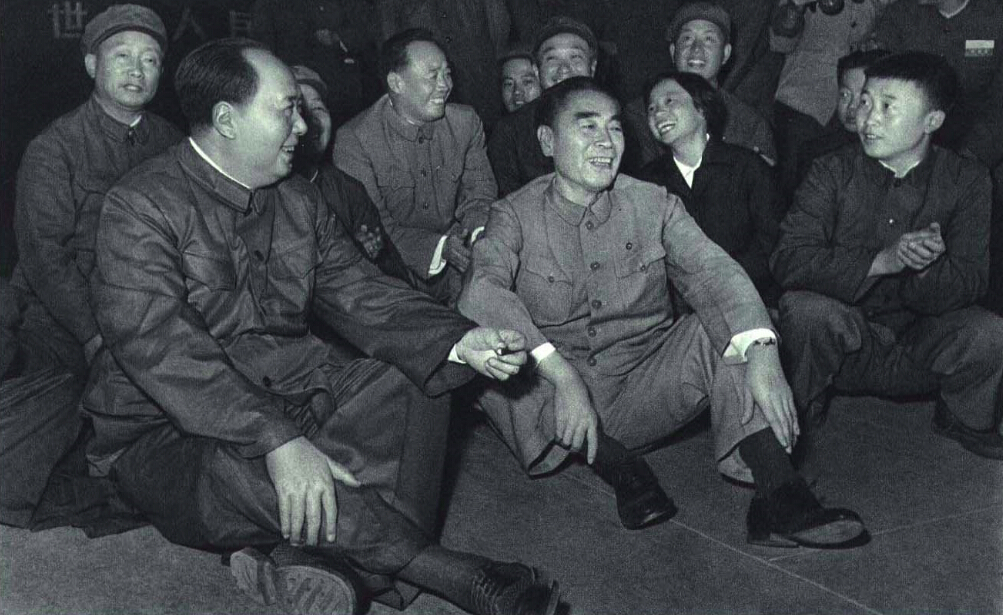
1966年10月1日，国庆典礼后的毛泽东、周恩来与红卫兵代表
1966年10月18日毛泽接见红卫兵
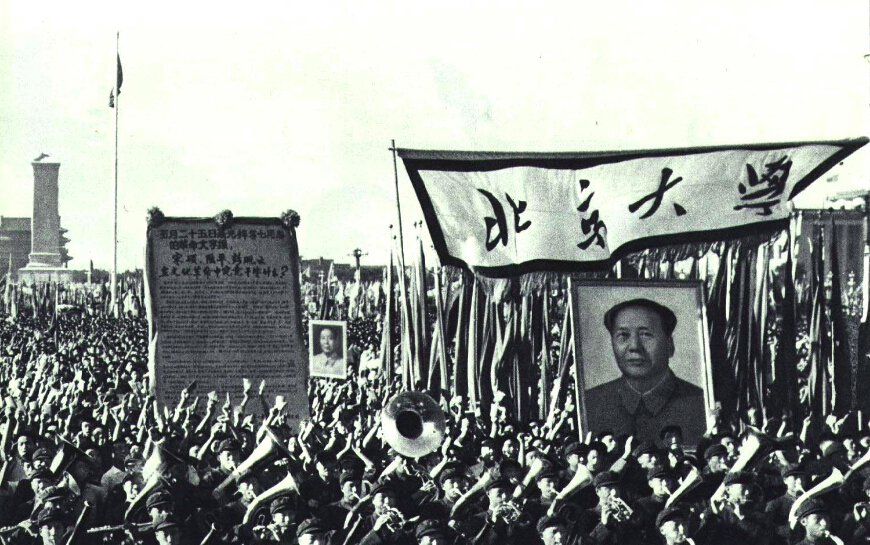
1966年9月红卫兵代表在天安门广场
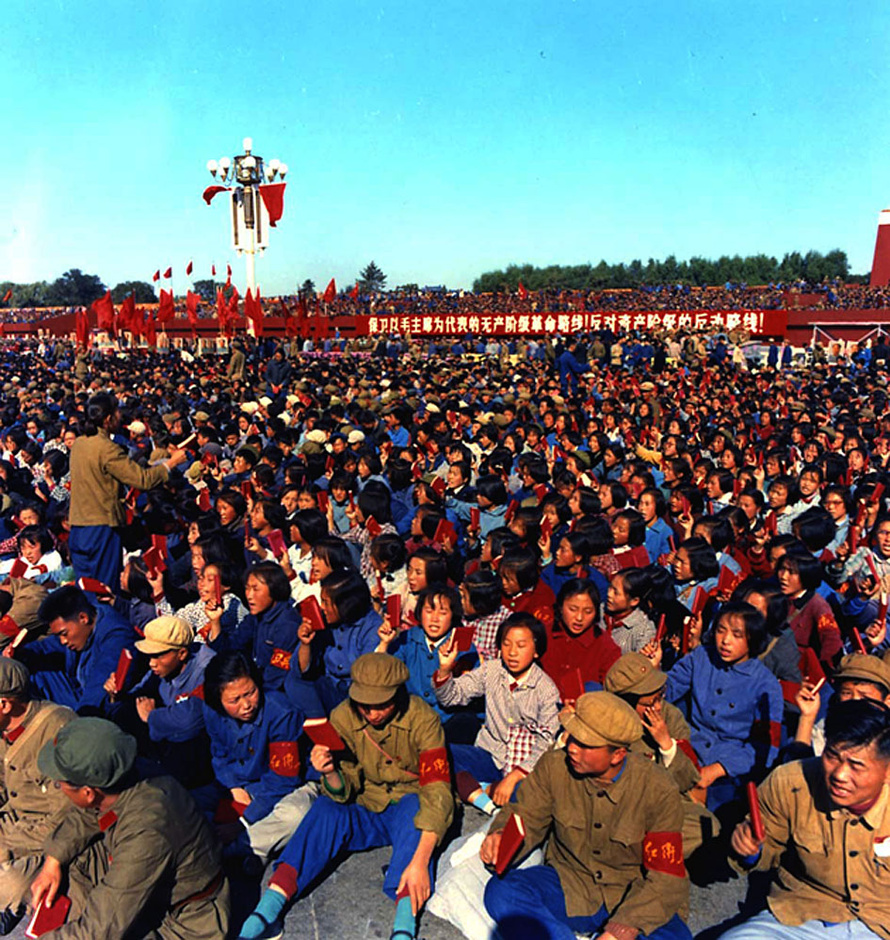
1966年的红卫兵代表在天安门广场
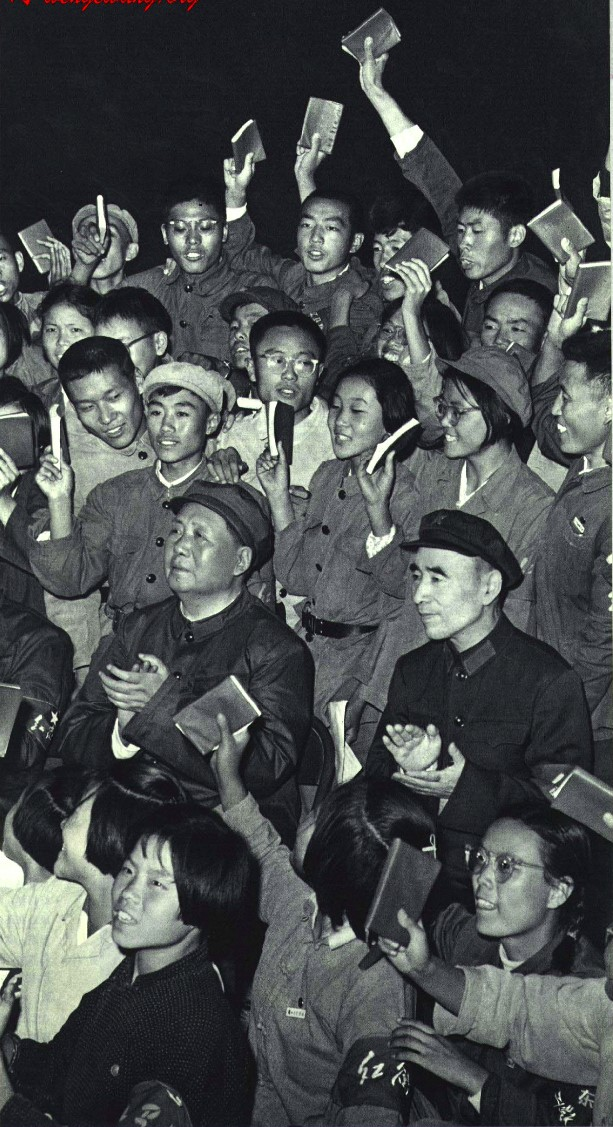
1966年毛泽东、林彪与红卫兵代表